# Frets on Fire
Frets on Fire, FoF, är ett musikspel utgivet under GNU GPL-licensen som fri och öppen mjukvara och vinnare av en spelutvecklingstävling vid Assembly demo party 2006. Spelet är skrivet i Python och använder ett bibliotek kallat Amanith. Spelets aktuella version är 1.3.110 och utgavs 5 november 2008.

## Spel

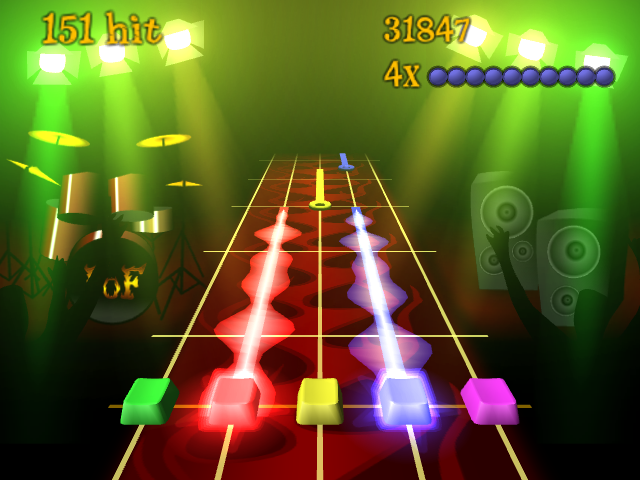
En skärmdump från spelet.

Frets on Fire är en fri klon av Guitar Hero-serien. Spelidén går ut på att spelaren genom att trycka på ton-knappar och en plektrum-knapp simulerar spelningen av gitarrdelen i en låt. Noter, både de eftersträvade och resultatet noteras grafiskt på skärmen. Spelprestationen bedöms utgående från hur exakt spelaren klarar av att spela de uppvisade noterna. Poängen kan laddas upp till den officiella webbplatsen och jämföras med andra spelares resultat.

## Musik
När man laddar ner spelet har det tre låtar, men man kan ladda ner fler eller redigera i låteditorn ifall man vill.
Låt 1: Tommi Inkila feat Mary Jo – Bang Bang Mystery Man
Låt 2: Tommi Inkila – Defy the Machine
Låt 3: Tommi inkila – This Week I've Been Mostly Playing Guitar